# Hans Putmans

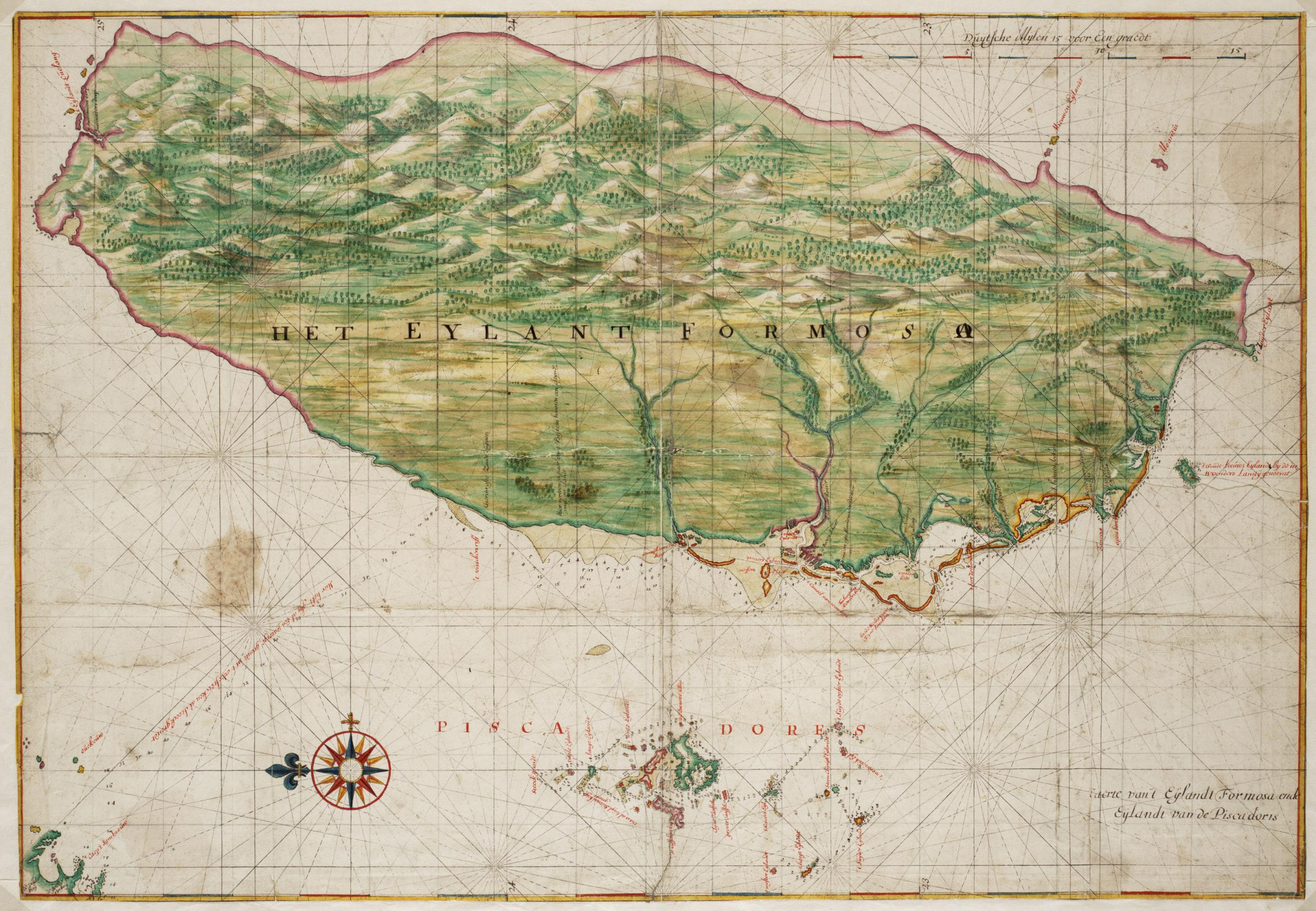
Kaart van Formosa, Johannes Vingboons, c. 1665

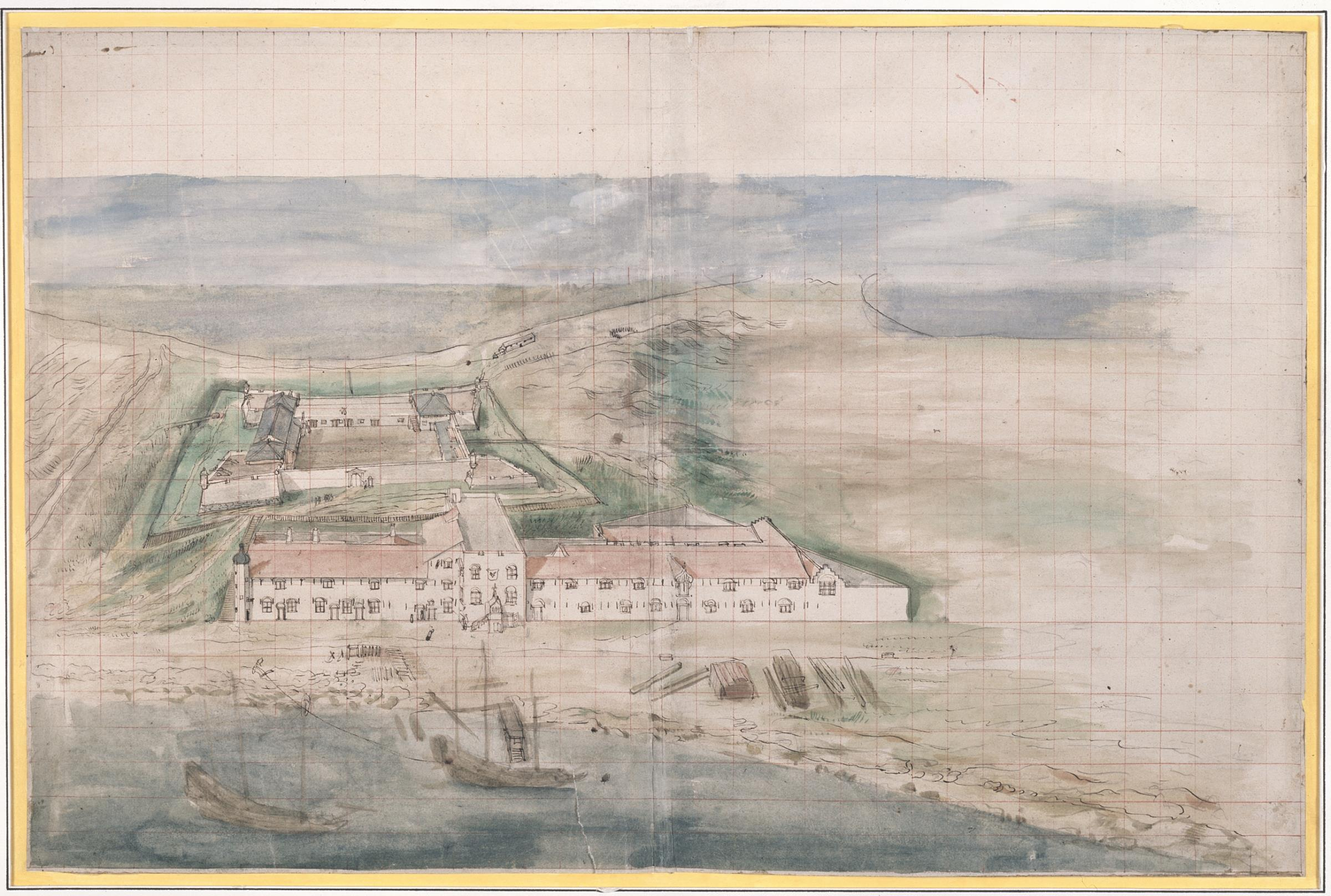
Kasteel Zeelandia, hoofdkwartier van Gouverneur en Raad van Formosa, rond 1635. Tekening van Johannes Vingboons, vermoedelijk naar een eerdere tekening van David de Solemne.

Hans Putmans (Middelburg – Delft, 1654) was gouverneur van Formosa van 1629 tot 1636.

## Loopbaan
Putmans kwam in 1621 vanuit Middelburg naar Azië. Zijn vroege carrière binnen de VOC bracht hem in korte tijd naar Siam, Cambodia, Patani, de westkust van Sumatra en Java's noordoostkust. Vanaf 1624 werkte hij in Batavia, waar hij in 1628 was opgeklommen tot president van het college van schepenen en opziener van de Chinese burgerij.
In 1629 werd hij gouverneur van Formosa. Als zodanig gaf hij in 1633 leiding aan een militaire campagne op de Chinese kust, gericht tegen de Chinese admiraal Zheng Zhilong. Deze campagne onderscheidde zich doordat Putmans niet alleen beschikte over VOC-schepen, maar ook grote aantallen Chinese piratenschepen inhuurde. In een verrassingsaanval bij het eilandje Gulangyu, nabij Xiamen, wist hij in juli van dat jaar de vloot die Zheng Zhilong daar bouwde te vernietigen. Een paar maanden later, op 22 oktober, wist Zheng Zhilong tijdens de Slag in de Baai van Liaoluo de VOC echter een gevoelige nederlaag toe te brengen. Met branders wist hij drie VOC-schepen te vernietigen en één te omsingelen, waarna de resterende vijf schepen zich uit de voeten maakten.
Na deze nederlaag legde Putmans zich toe op het tot bloei brengen van de landbouw op Taiwan. Om de verbouw van rijst en suiker tot bloei te brengen, stimuleerde hij vestiging van Chinese kolonisten vanaf het Chinese vasteland. Het beleid werd op termijn succesvol. In het laatste jaar van zijn termijn op Formosa vond een massamoord op de bewoners van het eiland Lamey plaats.
In december 1636 vertrok hij aan boord van het VOC-schip Banda van Batavia naar Nederland. Het jaar daarop vestigde hij zich vanuit Amsterdam in Delft.
Putmans was in zijn functie als gouverneur de opvolger van Pieter Nuyts en werd zelf opgevolgd door Johan van der Burg.

## Wetenswaardigheden
- Zijn zoon, Gerard Jansz Putmans, werd burgemeester van Delft

- Library of Congress Control Number: n2005082205
- Virtual International Authority File: 16639761
- WorldCat: E39PBJwmY78K9q9QRttFkRFHYP